# Zimbabwe Saints Football Club
El Zimbabwe Saints Football Club és un club de futbol zimbabuès de la ciutat de Bulawayo.

## Història
És un dels equips més antics de Zimbàbue, fundat el 1931. S'anomenà Mashonaland United FC fins al 1975.
El 31 de gener de 2009, els membres del club votaren a favor de la fusió amb el Njube Sundowns Football Club, un altre club de Bulawayo.

## Palmarès
- Lliga zimbabuesa de futbol[1]
  - 1977, 1988
- Copa zimbabuesa de futbol[2]
  - 1977, 1979, 1987
- Trofeu de la Independència de Zimbàbue[2]
  - 1989, 1998